# Hölzleshof (Neresheim)
Der Hölzleshof ist ein Wohnplatz des Stadtteils Dorfmerkingen von Neresheim im Ostalbkreis auf dem Härtsfeld.

## Lage und Beschreibung
Der heutige Hölzleshof steht an Westseite der Kreisstraße K 3299 zwischen Dorfmerkingen und dessen südlich davon gelegenen Weiler Dossingen auf etwa 544 m ü. NHN. Er umfasst ein Wohnhaus und ein Nebengebäude und ist nach Westen zu vom Hangwald ins wenig eingetiefte und unbeständig wasserführende Dossinger Tal hinab umstanden, während sich an der anderen Straßenseite nach Osten weithin Äcker erstrecken, die im Norden vom Hügelwald Ruhbühl, im Süden vom Wald im Nördlinger Tal eingerahmt sind.

## Geschichte
Der erste Hölzleshof genannte Hof war eine 1689 errichtete Wasenmeisterei der Abtei Neresheim. Diese stand jenseits des Ruhbühls etwa einen halben Kilometer nordnordwestlich des heutigen Hölzleshofs (Nr. 1 auf nebenstehender Karte). Auf der Württembergischen Urkarte von 1830 ist der Hof (Bezeichnung Kleemeisterey) noch an dieser Stelle verzeichnet. Auch auf der „Geognostischen Karte von Württemberg“ (Blatt 20: Bopfingen) aus den 1860er bis 1870er Jahren ist der Hof noch dort angesiedelt (Bezeichnung Fallhaus), bis zur Aufnahme der „Karte des Deutschen Reiches“ (Blatt 592: Aalen) im Jahre 1908 ist der Hof an anderer Stelle (etwa 200 Meter nordöstlich der ursprünglichen Stelle) neu errichtet worden (Nr. 2 auf nebenstehender Karte). Heute steht der Hölzleshof wiederum etwa 550 Meter südlich dieser Stelle (Nr. 3 auf nebenstehender Karte).